# باشگاه فوتبال اروکا
باشگاه فوتبال اروکا (به پرتغالی: Futebol Clube de Arouca) یک باشگاه فوتبال حرفه‌ای در کشور پرتغال است که در سال ۱۹۵۱ تأسیس شده است.
این تیم در فصل ۲۰۱۶–۲۰۱۵ به رتبه پنجم لیگ برتر فوتبال پرتغال رسید و در مراحل مقدماتی لیگ اروپا حاضر شد که با شکست مقابل المپیاکوس یونان از رسیدن به مرحله گروهی بازماند. ولی در فصل ۲۰۱۷–۲۰۱۶ به رده هفدهم لیگ برتر رسید و به لیگ دو سقوط کرد.
اروکا در پایان فصل ۲۰۲۱–۲۰۲۰ با رسیدن به رتبه سوم لیگ دو پرتغال و شکست دادن تیم ریو آوه در مرحله پلی آف راهی لیگ برتر فوتبال پرتغال شد.
در ترکیب این تیم در فصل ۲۰۲۱–۲۰۲۰ بیش از بازیکنان پرتغالی، بازیکنانی با ملیتهای گوناگون، به ویژه برزیل حضور داشتند. به طوری که از ۲۶ بازیکن تیم اصلی، ۱۰ نفر با ملیت برزیل و فقط ۶ نفر پرتغالی بوده‌اند. همچنین بازیکنانی با ملیتهای کلمبیا، غنا، کنگو، اسپانیا، فرانسه، کامرون، پاراگوئه، کیپ ورد نیز در عضویت این تیم بوده‌اند.

## ورزشگاه خانگی
این باشگاه فوتبال حرفه‌ای، مسابقات خانگی خود را در ورزشگاه Estádio Municipal که دارای ظرفیت ۵۰۰۰ نفر است برگزار می‌کند.